# Parvathi Basrur
Parvathi Koodathil Basrur (15 de setembro de 1929 – 10 de novembro de 2012) foi uma cientista veterinária canadense nascida na Índia. Ela foi a primeira mulher nomeada para o corpo docente do Ontario Veterinary College, onde trabalhou de 1959 até sua aposentadoria em 1995.

## Infância e educação
Basrur nasceu em Cheruvathur, Querala. Ela se formou em biologia e fez mestrado em citologia na Universidade de Mysore. Ela começou seus estudos de doutorado no Instituto de Pesquisa de Bangalore, mas se mudou para o Canadá em 1955 e completou seu doutorado na Universidade de Toronto.

## Carreira
Basrur tornou-se professora assistente no Ontario Veterinary College da Universidade de Guelph a primeira mulher no corpo docente da faculdade. Ela foi promovida a professora titular em 1967 e aposentou-se como professora emérita em 1995. Basrur trabalhou com a Agência Canadense de Desenvolvimento Internacional na melhoria da criação e produção de gado. Sua pesquisa foi publicada em periódicos acadêmicos incluindo Nature, Cell, Canadian Journal of Zoology, Biology of Reproduction, Animal Reproduction Science, Canadian Journal of Veterinary Research, Cancer Research, e Canadian Journal of Comparative Medicine.
Basrur foi nomeado membro da Ordem do Canadá em 2004. Ela também foi homenageada com o Prêmio Jubileu da Rainha, e a Medalha de Mérito da Universidade de Guelph, o Prêmio Mulher de Distinção da YMCA-YWCA por Conquistas pelo Tempo de Vida e o Prêmio Norden por Ensino Distinto.

## Publicações selecionadas
O laboratório de Basrur no Ontario Veterinary College foi extremamente produtivo durante seu longo mandato, e ela foi estimada como autora de "cerca de 200 publicações científicas", incluindo estas:
- "The salivary gland chromosomes of seven segregates of Prosimulium (Diptera: Simuliidae) with a transformed centromere"(1959)[8]
- "Blood Culture Method for the Study of Bovine Chromosomes" (1964, com JPW Gilman)[6]
- "Morphologic and synthetic response of normal and tumor muscle cultures to nickel sulfide" (1967, com JPW Gilman)[12]
- "Parallelism in chimeric ratios in heterosexual cattle twins" (1969, com H. Kanagawa)[16]
- "Recessive male-determining genes" (1978, com Stephen S. Wachtel e Gloria C. Koo)[7]
- "Morphological and hormonal features of an ovine and a caprine intersex" (1984, com WT Bosu)[13]
- "Steroidogenesis in fetal bovine gonads" (1988, com MM Dominguez e RM Liptrap)[11]
- "Genetic Diseases of Sheep and Goats" (1990, com Bhola R. Yadav)[17]
- "Chromosomal abnormalities in bovine embryos and their influence on development" (1996, com Sheldon J. Kawarsky, Robert B. Stubbings, Peter J. Hansen e W. Allen King)[9]
- "Influence of the duration of gamete interaction on cleavage, growth rate and sex distribution of in vitro produced bovine embryos" (2003, com Harpreet S. Kochhar, Kanwal P. Kochhar e W. Allen King)[10]

## Vida pessoal
Seu marido era Vasanth Basrur, um colega estudante de biologia em Mysore. Eles se casaram em Toronto enquanto ambos eram estudantes de doutorado. Uma de suas duas filhas era Sheela Basrur, uma médica canadense e oficial de saúde pública que morreu em 2008. Basrur morreu em 2012, aos 83 anos, em um hospital em Guelph.